# Marty Paich
Marty Paich, właśc. Martin Louis Paich (ur. 23 stycznia 1925 w Oakland, zm. 12 sierpnia 1995 w Santa Ynez, w stanie Kalifornia) – amerykański pianista, kompozytor, aranżer, producent, kierownik muzyczny i dyrygent.
Podczas trwającej niemal pół wieku kariery pracował z takimi artystami jak: Frank Sinatra, Barbra Streisand, Sarah Vaughan, Stan Kenton, Ella Fitzgerald, Mel Tormé, Ray Charles, Aretha Franklin, Linda Ronstadt, Al Hirt, Jack Jones, Neil Diamond, Stan Getz, Sammy Davis Jr., Michael Jackson, Art Pepper, Ethel Azama, Mahalia Jackson, Toto (jego syn David Paich był jednym z założycieli tego zespołu) i wieloma innymi.

## Lata młodzieńcze
Naukę muzyki zaczął od gry na akordeonie, dopiero później zmienił instrument na fortepian. Mając 10 lat założył swój pierwszy własny zespół, a jako dwunastolatek regularnie grywał na weselach i rodzinnych uroczystościach. Po ukończeniu Cole Elementary School w Oakland kontynuował naukę w McClymonds High School. Potem uczęszczał do kilku szkół muzycznych: Chapman College, San Francisco State University, University of Southern California i Los Angeles Conservatory of Music and Art, w której w 1951 uzyskał stopień magistra (z wyróżnieniem) w zakresie kompozycji. Wśród jego nauczycieli byli m.in. Mario Castelnuovo-Tedesco i Arnold Schönberg. Jedną z pierwszych wypłat jako aranżer otrzymał za pracę (wykonaną wspólnie z Pete Rugolo) dla The Gary Nottingham Orchestra. Kompozycje, które dla nich zaaranżował zaliczane były do najbardziej znanych utworów orkiestry.
Podczas II wojny światowej Paich służył w Korpusie Powietrznym Armii Stanów Zjednoczonych, jak jednak w przypadku większości muzyków służba polegała na prowadzeniu zespołów i orkiestr wojskowych.

## Kariera zawodowa
Od samego początku kariery zawodowego muzyka Paich uczył się i dążył do zdobycia rozległej wiedzy muzycznej poprzez
zapisywanie niezliczonych nut utworów odsłuchiwanych z nagrań, wysłuchiwaniu wielkiej ilości koncertów i uczestniczeniu
w jam sessions. I od samego początku Paich wykazywał niezwykle wyczucie stylu i złożony smak. Cechy te towarzyszyły mu przez całe życie, miały duży wpływ na jego karierę i zawsze pomagały przy współpracy z muzykami uprawiającymi inne gatunki muzyczne.
Po zakończeniu studiów uniwersyteckich Paich miał sporo pracy w przemyśle muzycznym i płytowym na terenie Los Angeles. M.in. zaaranżował (i uczestniczył w wykonaniu) muzykę do disneyowskiego filmu Lady and the Tramp (Zakochany kundel), był akompaniatorem wokalistki Peggy Lee, grał na fortepianie w zespole Shorty Rogers and His Giants, brał  udział w trasie koncertowej Dorothy Dandridge oraz pisał aranżacje dla wielu zespołów działających wtedy w Los Angeles.

## Lata 50. XX w.
W latach 50. XX w. Paich dzielił czas pomiędzy występy i granie West Coast jazzu na żywo oraz pracę w studiach nagrań wytwórni Verve Records, czy Mode Records, której w 1957 został dyrektorem muzycznym. Był pianistą, ale również aranżował i produkował nagrania albumów takich gwiazd jak Ray Brown, Ella Fitzgerald, Terry Gibbs, Stan Kenton, Shelly Manne, Anita O’Day, Dave Pell, Art Pepper, Buddy Rich, Shorty Rogers, Toni Harper czy Mel Tormé. Współpraca z tym ostatnim trwała wiele lat, a jej rezultaty krytycy zaliczają do najlepszych osiągnięć w karierze obu muzyków. W kierowanym przez Paicha zespole Marty Paich Octet grało wielu znanych muzyków: Conte Candoli, Herb Geller, Richie Kamuca, Jimmy Giuffre, Joe Mondragon i Art Mardigan.

## Lata 60. XX w.
W tym okresie Paich bardziej poświęcał się muzyce popularnej i współpracy z takimi muzykami jak Andy Williams, Al Hirt, Dinah Shore, Ray Charles, Sammy Davis Jr. i Jack Jones. Do połowy lat 70. Paich prowadził studyjną orkiestrę podczas telewizyjnych programów rozrywkowych:  „The Glen Campbell Goodtime Hour”, „The Smothers Brothers Comedy Hour” (w którym zastąpił Nelsona Riddle’a) i „The Sony and Cher Show”. Pisał też muzykę do różnych produkcji telewizyjnych, np. do serialu Ironside (zilustrował muzycznie 45 odcinków), a w 1974 przyznano mu – właśnie za „Ironside” – Primetime Emmy (w kategorii „Best Song or Theme”).
Wśród muzyków, którzy korzystali z jego wiedzy i doświadczenia, dla których był przewodnikiem i nauczycielem był też jego syn David Paich (lider zespołu Toto) oraz kompozytor muzyki filmowej James Newton Howard i dyrygent Charles Barber.

## Lata 80. i 90. XX w.
W latach 80. i 90. aranżował muzykę dla Barbry Streisand i Michaela Jacksona.
Dyrygował orkiestrami podczas nagrań i aranżował muzykę do filmów: Flatliners (Linia życia), For The Boys (Dla naszych chłopców), Grand Canyon (Wielki Kanion), The Package (Przesyłka), Pretty Woman i Prince of Tides (Książę przypływów).
W 1991 prowadził orkiestrę Los Angeles Philharmonic podczas ostatniego publicznego koncertu Sary Vaughan
w Hollywood Bowl. Pracował sporadycznie (np. dla Arethy Franklin), większość czasu spędzając na swojej
farmie w Santa Ynez (na północ od Santa Barbara).
Paich zmarł 12 sierpnia 1995, w wieku 70 lat. Przyczyną śmierci był rak jelita grubego. Zmarł w swoim domu, w otoczeniu
najbliższej rodziny, którą tworzyli: jego brat Tom, żona Linda, dwójka dzieci Paicha: Lorrie i David oraz ich dzieci.

## Dyskografia (zarys)
- 1956 Marty Paich Quartet Featuring Art Pepper, Tampa Records (TP-28)
- 1957 Marty Paich Trio, Mode Records 105